# Andreas Vibe
Andreas Vibe (født 3. maj 1801 i Kristiansand, død 24. november 1860 i Kristiania) var en norsk officer og topograf, søn af Niels Andreas Vibe, bror til Ludvig Vibe.
Vibe blev officer 1815 og var 1853 nået op til at blive surnumerær major i Ingeniørbrigaden. Vibe var 1826 medlem af grænsereguleringskommissionen, var 1828—31 trigonometrist ved den nordlandske kystopmåling og var fra 1836 detaljør og assistent ved den geografiske opmåling. 1832—48 konstruerede han ifølge opdrag af det offentlige 10 specialkort og 2 generalkort over den nordlige kyst og 1851—56 5 specialkort og 1 generalkort over kysten fra den svenske grænse til Kristiansand. Sine erindringer fra kystmålinger har Vibe nedlagt i nogle spredte skitser (udgivne 1860), og efter hans død udkom Højdemaalinger i Norge fra 1774 til 1860. I samtiden sattes han meget højt for sine æstetiske interesser; for scenen bearbejdede og oversatte han flere franske lystspil, og han var stadig på færde med lystige viser, der fra vennelag og snævrere kredse trængte ud i almenheden.